# جولي كوفينجتون
جولي كوفينجتون (بالإنجليزية: Julie Covington)‏ هي مغنية وممثلة بريطانية، ولدت في 11 سبتمبر 1947 بلندن في المملكة المتحدة.

## وصلات خارجية
- جولي كوفينجتون على موقع IMDb (الإنجليزية)
- جولي كوفينجتون على موقع ألو سيني (الفرنسية)
- جولي كوفينجتون على موقع ميوزك برينز (الإنجليزية)
- جولي كوفينجتون على موقع أول موفي (الإنجليزية)
- جولي كوفينجتون على موقع قاعدة بيانات الأفلام السويدية (السويدية)
- جولي كوفينجتون على موقع أول ميوزيك (الإنجليزية)
- جولي كوفينجتون على موقع ديسكوغز (الإنجليزية)
- جولي كوفينجتون على موقع قاعدة بيانات الفيلم (الإنجليزية)
- جولي كوفينجتون على موقع كينوبويسك (الروسية)